# Андау
Андау (нім. Andau) — ярмаркова громада округу Нойзідль-ам-Зе у землі Бургенланд, Австрія.
Андау лежить на висоті  116 м над рівнем моря і займає площу  47,3 км². Громада налічує 2342 мешканців. 
Густота населення 50/км².  
|                                |
| Андау на мапі округу та землі. |

Бургомістом міста є  Маттіяс Гельбман. Адреса управління громади: Hauptgasse 8, 7163 Andau.

## Демографія
Історична динаміка населення міста за даними сайту Statistik Austria

## Виноски
1. ↑  Dauersiedlungsraum der Gemeinden Politischen Bezirke und Bundesländer - Gebietsstand 1.1.2018 — Статистичне управління Австрії.
2. ↑  Einwohnerzahl 1.1.2018 nach Gemeinden mit Status, Gebietsstand 1.1.2018 — Статистичне управління Австрії.
3. ↑  Архівована копія. Архів оригіналу за 21 серпня 2009. Процитовано 14 жовтня 2013.{{cite web}}:  Обслуговування CS1: Сторінки з текстом «archived copy» як значення параметру title (посилання)
4. ↑  Gemeindedaten von Andau. Архів оригіналу за 19 лютого 2015. Процитовано 14 жовтня 2013.

| Австрія | Це незавершена стаття з географії Австрії. Ви можете допомогти проєкту, виправивши або дописавши її. |